# Зомбін
Зомбін (пол. Ząbin, нім. Sommen) — село в Польщі, у гміні Хоцень Влоцлавського повіту Куявсько-Поморського воєводства.
Населення — 80 осіб (2011).
У 1975-1998 роках село належало до Влоцлавського воєводства.

## Демографія
Демографічна структура станом на 31 березня 2011 року:
|          | Загалом | Допрацездатний вік | Працездатний вік | Постпрацездатний вік |
| -------- | ------- | ------------------ | ---------------- | -------------------- |
| Чоловіки | 44      | 11                 | 26               | 7                    |
| Жінки    | 36      | 5                  | 21               | 10                   |
| Разом    | 80      | 16                 | 47               | 17                   |